# Chi Zhongguo
Chi Zhongguo (chinês: 池忠国; Hangul: 지충국; Yanji, 26 de outubro de 1989) é um futebolista chinês de origem coreana que atua como meio-campista. Atualmente, joga no Beijing Guoan.

## Carreira
No início de 2009, Chi Zhongguo assinou contrato com o Yanbian FC, principal time da província de Jilin. Em 29 de março, o meia fez a sua estreia pela equipe na derrota por 2x1 fora de casa contra o Shanghai East Asia ao entrar em campo aos 28 minutos do 2º tempo. Em 25 de outubro, Chi Zhongguo marcou o seu primeiro gol pelo Yanbian FC na vitória por 2x0 sobre o Anhui Jiufang, clube extinto em 2011. O meia foi aos poucos se firmando como titular da equipe e em 27 de julho de 2013, Chi Zhongguo fez o seu centésimo jogo com a camisa do Yanbian FC na partida contra o Tianjin Songjiang.
Em janeiro de 2015, Chi Zhongguo deixou o Yanbian FC e assinou com o Shanghai Shenxin. Logo na estreia da Super Liga da China de 2015 contra o Shanghai Shenhua, o meia marcou mas o Shenxin foi derrotado por 6x2. Ao final da temporada, o Shanghai Shenxin foi rebaixado para a 2ª divisão chinesa.
Em fevereiro de 2016, Chi Zhongguo deixou o Shanghai Shenxin e retornou à Yanji ao assinar com o Yanbian Funde, recém-promovido à Super Liga. Chi Zhongguo foi um dos principais jogadores durante as duas temporadas em que o Yanbian permaneceu na elite do futebol chinês. A equipe caiu para a 2ª divisão chinesa ao final da temporada 2017.
No início de 2018, Chi Zhongguo foi anunciado como o novo reforço do Beijing Guoan. Titular da equipe comandada pelo alemão Roger Schmidt, o meia tem sido um dos destaques da Super Liga em 2018, conseguindo uma vaga na Seleção Chinesa.